# Wobały
Wobały (Duits: Pabbeln) is een plaats in het woiwodschap Ermland-Mazurië, in het district Gołdapski. De plaats maakt deel uit van de gemeente Dubeninki.